# Národní park Ranthambhór
Národní park Ranthambhór (rádžasthánsky: रणथमभोर राष्ट्रीय उद्यान) je jedním z největších národních parků v severní Indii. Nachází se v okrese Sawai Madhopur v jihovýchodním Rádžasthánu, asi 110 km severovýchodně od letiště Kota a 180 km jihovýchodně od Jaipuru. Nejbližší město a železniční stanice je Sawai Madhopur, cca 11 km vzdálený, další vhodná železniční stanice je v 110 km vzdálené Kotě, kde staví všechny vlaky. Z Koty vede k Ranthambhóru dálnice.
Ranthambhór byl založen  pod názvem Sawai Madhopur Game Reserve v roce 1955. V roce 1973 byl vyhlášen součástí vládního „Projektu Tygr“, založeného za účelem ochrany tygra indického. Status národního parku získal v roce 1980. V roce 1984 byly za rezervace vyhlášeny i přilehlé lesní oblasti Sawai Man Singh a Keladevi a v roce 1991 byly oficiálně začleněny do parku.
Národní park Ranthambhór je znám především svými tygry a je jedním z nejlepších míst v Indii na pozorování těchto majestátních zvířat v jejich přirozeném prostředí. Tygry lze snadno spatřit i během dne. Vhodná doba k návštěvě Ranthambhóru je v listopadu a květnu, kdy zdejší listnaté lesy opadávají a pozorování zvěře je tím značně usnadněno. Zdejší lesy byly kdysi součástí velkolepých džunglí střední Indie.
Park leží na okraji náhorní plošiny a je ohraničen na severu řekou Banas a na jihu řekou Chambai. Uvnitř parku leží i několik jezer. Park získal své jméno podle historické tvrze Ranthambhór, která leží uvnitř parku. Jeho plocha je 392 kilometrů čtverečních. Z velkých zvířat zde kromě tygra zde žije i levhart, nilgau, prase divoké, sambar, hyena, medvěd pyskatý či axis indický. Park je domovem pro širokou škálu stromů, rostlin, ptáků a plazů. V parku také roste jeden z největších banyánů (Ficus benghalensis) v Indii.

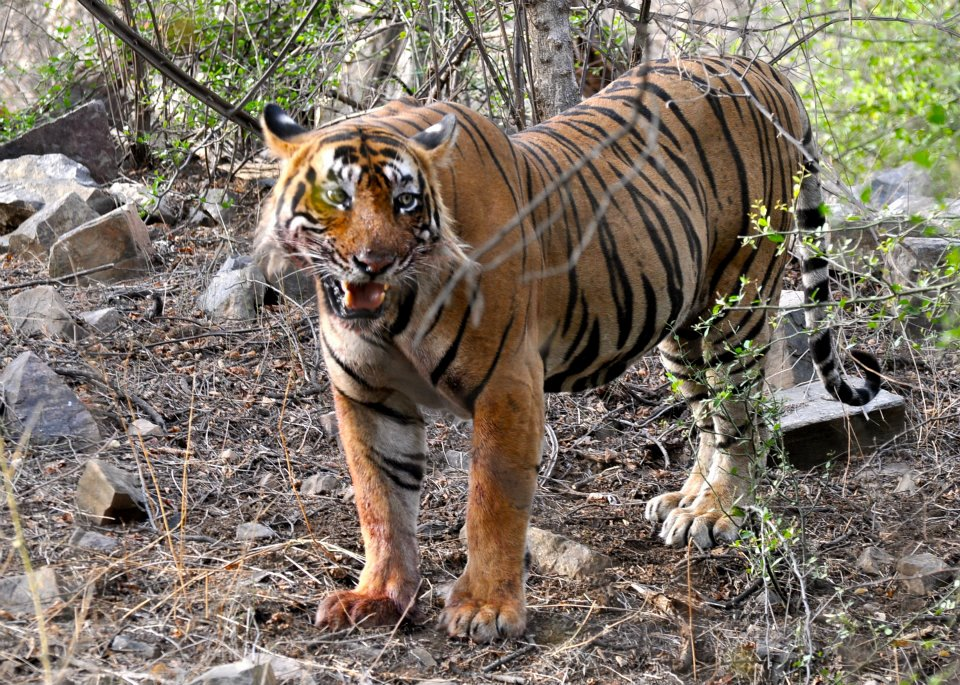
T24 – největší tygr v Ranthambhóru